# Завитинский уезд
Завитинский уезд — уезд в Амурской губернии, существовавший в 1922—1926 годах. Центр — посёлок Завитая.
Был образован в 1922 году. 4 января 1926 году Амурская губерния и все её уезды были упразднены.
По данным на 1 января 1926 года в уезд входило 6 волостей:
- Архаринская. Центр — посёлок Архара
- Екатерино-Никольская. Центр — село Екатерино-Никольское
- Завитинская. Центр — посёлок Завитая
- Михайловская. Центр — село Михайловское
- Михайлово-Семёновская. Центр — село Михайлово-Семёновское
- Облучьевская. Центр — село Облучье[1]